# Мехмед Шерафеддин-эфенди
Шехзаде Мехме́д Шерафедди́н-эфе́нди (тур. Şehzade Mehmed Şerafeddin Efendi, осман. شهزادہ محمد شرف الدین‎; 18/19 мая 1904, Стамбул — 1966, Бейрут) — османский шехзаде, младший сын Селима Сулеймана-эфенди, внук султана Абдул-Меджида I.

## Биография
Мехмед Шерафеддин-эфенди родился 18 или 19 мая 1904 года в семье шехзаде Селима Сулеймана-эфенди и его четвёртой жены Айше Тарзитер Ханым-эфенди. У него была старшая полнородная сестра Наджие-султан и старший единородный брат Мехмед Абдулхалим-эфенди.
Военный министр Энвер-паша решил, что шехзаде должны получать военное образование и для этой цели был выделен дворец Ыхламур в качестве школы принцев. Посещение этой школы было обязательным для всех шехзаде в возрасте до 15 лет. Здесь помимо военной подготовки принцев обучали литературе, истории, религии, математике и геометрии. 
По окончании школы Мехмед Шерафеддин вместе с шехзаде Омером Фаруком отправился в Вену, где они поступили в Терезианскую военную академию, основанную в 1751 году императрицей Марией Терезией. Энвер-паша считал, что их не следует обучать в стране вальсов как «бальных офицеров» и советовал отправиться в Потсдам, где они получат прусское образование и станут сильными, надежными офицерами. Двое шехзаде были переведены в Потсдам, где поступили в Прусскую военную академию.
В 1924 году после изгнания членов дома Османов вместе со своей матерью и членами своей семьи отправился за границу. Сначала они переехали в Париж, затем в Каир. В 1929 году переехал в Бейрут, где и скончался в 1966 году. Был похоронен в Дамаске в мечети султана Селима.

## Семья
Его первой женой была Шюкрие-султан (24 февраля 1906 — 1 апреля 1972), дочь Юсуфа Иззеддина-эфенди и внучка султана Абдул-Азиза.  Этот брак был бездетным, в 1927 году супруги развелись. 
Его второй супругой была Фатьма Семахат Ханым-эфенди, они поженились в 1929 году в Бейруте. У пары была единственная дочь:
- Безмиалем Мюбеджел-султан (10 мая 1929, Бейрут — 1 июля 1993, Стамбул), в декабре 1954 года вышла замуж за Ильхана Баранселя (1924 — 24 апреля 1997[2]). У них был один сын Дженгиз (род. 1955[2]).